# Fresh Kills
Fresh Kills ist ein Kriminalfilm von Jennifer Esposito. Die Regisseurin spielt in dem aus einer weiblichen Perspektive erzählten Mafiafilm eine Mutter, die nach der Inhaftierung ihres Mannes dessen Geschäfte in der New Yorker Mafia-Welt weiterzuführen versucht. Ihre Töchter werden von Odessa A’zion und Emily Bader gespielt. Die Weltpremiere des Films erfolgte im Juni 2023 beim Tribeca Film Festival. Der US-Kinostart erfolgte Mitte Juni 2024.

## Handlung
Als die Familie Larusso im Sommer 1987 von Brooklyn nach Staten Island zieht, soll dies ein Neuanfang sein. Insbesondere die beiden Töchter Connie und Rose sollen es hier und an der neuen Schule besser haben. Joe Larusso ist ein Gangster, was seine Frau Francine auch weiß. Sie beziehen ein riesiges Haus neben Joes Mafia-Partner Nello.
Connie, die ihrem Vater treu ergeben ist und den Lebensstil zu schätzen weiß, den er ihr bietet, heiratet einen jungen Gangster, während Rose davon träumt, Staten Island zu verlassen, eine Kosmetikschule zu besuchen und im Fernsehen eine Beauty-Show zu moderieren. Ihr Vater scheint Rose Wünsche jedoch zu ignorieren, während Francine die Ambitionen ihrer Tochter unterstützt.
Nachdem Joe ins Gefängnis gekommen ist, müssen die Frauen lernen, die Lücke zu schließen, die der Patriarch hinterlassen hat, und folgen dem Kodex der New Yorker Mafia-Welt, um zu überleben.

## Produktion

### Filmstab und Besetzung

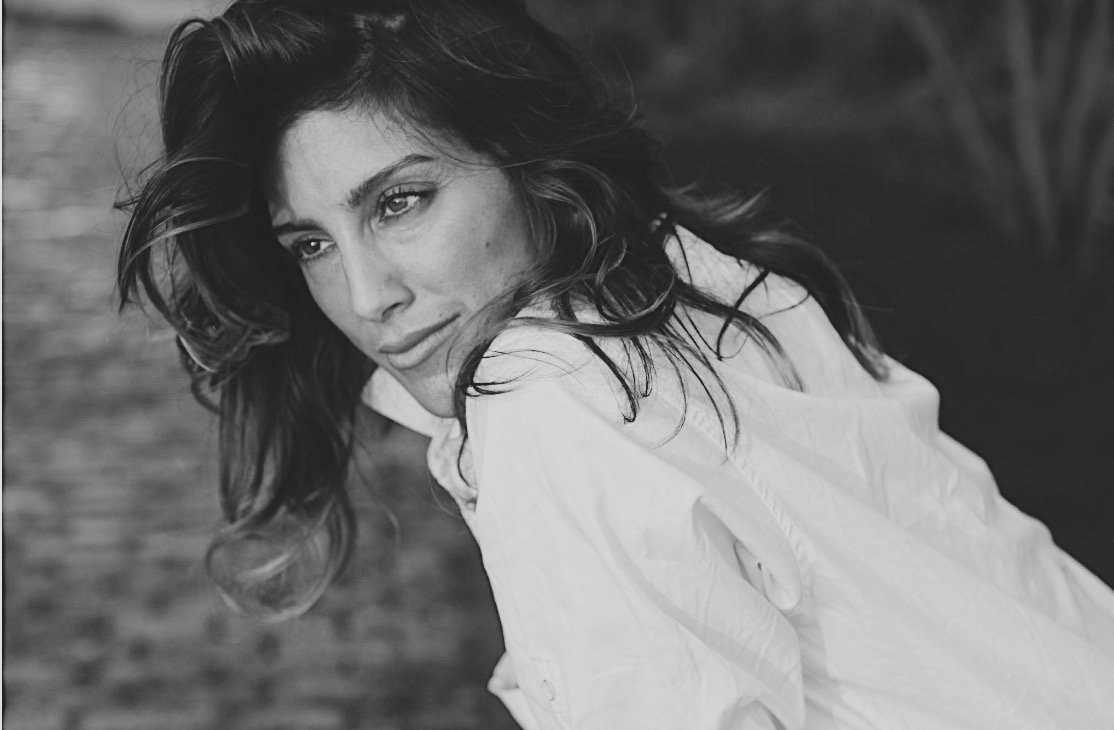
Regie führte Jennifer Esposito und spielt in der Hauptrolle Francine Larusso

Regie führte Jennifer Esposito, die auch das Drehbuch schrieb. Fresh Kills ist das Regie- und Drehbuchdebüt der US-amerikanischen Schauspielerin. Das Drehbuch ist von Espositos Leben als junge Frau inspiriert, die in Staten Island aufwuchs. Sie spielt zudem Francine Larusso. Odessa A’zion und Emily Bader spielen ihre Töchter Connie und Rose. Domenick Lombardozzi spielt Joe Larusso. Stelio Savante spielt Joes Mafia-Partner Nello, der in Staten Island neben der Familie Larusso lebt. In weiteren Rollen sind Annabella Sciorra als Christine, Nicholas Cirillo als Allie, Franco Maicas als Frankie, Amanda Corday als Jennifer und Ava DeMary als Danielle zu sehen.

### Filmtitel und Finanzierung
Der Titel des Films nimmt Bezug auf die stillgelegte Mülldeponie Fresh Kills Landfill auf Staten Island, mit der die New Yorker Mafia bis zu deren Schließung im Jahr 2001 einen Großteil ihres Geldes verdiente.
Es handelt sich bei Fresh Kills um einen crowdfinanzierten Film. An der Upstream Exchange wurden Anteile an der eigens gegründeten Fresh Kills Inc. verkauft. Auf diese Weise kamen 3,5 Millionen US-Dollar zusammen.

### Dreharbeiten und Filmmusik
Die Dreharbeiten fanden im Februar und März 2022 statt. Unter anderem drehte man im Alfonso’s auf dem Victory Boulevard in Staten Island und in der Umgebung. Als Kameramann fungierte Ben Hardwicke, der etwa zeitgleich für den Film Du bist sowas von nicht zu meiner Bat-Mizwa eingeladen tätig war.
Die Filmmusik komponierte die Sopranistin und Hornistin Theodosia Roussos.

### Marketing und Veröffentlichung
Die Weltpremiere erfolgte am 16. Juni 2023 beim Tribeca Film Festival, wo der Film in der Sektion Narrative Spotlight gezeigt wurde. Ebenfalls im Juni 2023 erfolgten Vorstellungen beim Bentonville Film Festival. Anfang Oktober 2023 wurde Fresh Kills beim Hamptons International Film Festival gezeigt und hiernach beim San Diego International Film Festival. Im Dezember 2023 wurde er beim Red Sea International Film Festival vorgestellt. Im Januar 2024 wurde er beim Palm Springs International Film Festival gezeigt. Im Februar 2024 wurde er beim Santa Barbara International Film Festival gezeigt. Der erste Trailer wurde Anfang Mai 2024 vorgestellt. Den internationalen Vertrieb übernimmt The Exchange. Quiver Distribution vertreibt den Film in den USA. Der Kinostart dort erfolgte am 14. Juni 2024.

## Rezeption

### Kritiken
Von den bei Rotten Tomatoes aufgeführten Kritiken sind 92 Prozent positiv bei einer durchschnittlichen Bewertung mit 7,4 von 10 möglichen Punkten.
Matt Zoller Seitz schreibt in seiner Kritik bei rogerebert.com, Fresh Kills befinde sich auf Höhe der besten Gangsterfilme nach Der Pate und zeichne sich dadurch aus, dass er sich auf die Ehefrauen, Freundinnen und Töchter des organisierten Verbrechens konzentriert, die in diesem Genre für gewöhnlich eher an den Rand gedrängt werden. Fresh Kills würde einen faszinierenden Doppelfilm mit Martin Scorseses Mean Streets abgeben, in dem es auch um eine kleine Gruppe von in die Mafia verwickelten jungen Menschen geht, die sich mit der Frage auseinandersetzen, ob sie sich dem Kodex, der sozialen Lage und den vorgegebenen Lebenswegen, die ihnen bei der Geburt geebnet wurden, beugen oder rebellieren sollen. Die intensivsten Momente des Films seien nicht die Schlägereien und Morde, sondern diejenigen, in denen die von Emily Bader gespielte Rose von einem anderen Mitglied ihrer eingeschworenen Gemeinschaft in Verlegenheit gebracht und unter Druck gesetzt wird, eine Entscheidung zu treffen, die sie nicht treffen möchte.

### Auszeichnungen
Cleveland International Film Festival 2024
- Nominierung im American Independents Competition[19]

Hamptons International Film Festival 2023
- Auszeichnung als Bester Spielfilm mit dem Publikumspreis
- Lobende Erwähnung beim New York Women in Film & Television Award for Excellence in Narrative Filmmaking (Jennifer Esposito)[20]

San Diego International Film Festival 2023
- Nominierung im Narrative Competition[10]